# Án lệ 55/2022/AL
Án lệ 55/2022/AL về công nhận hiệu lực của hợp đồng vi phạm điều kiện về hình thức là án lệ thứ 55 thuộc lĩnh vực dân sự của hệ thống pháp luật Việt Nam, được Hội đồng Thẩm phán Tòa án nhân dân tối cao thông qua, Chánh án Nguyễn Hòa Bình ra quyết định công bố ngày 14 tháng 10 năm 2022, và có hiệu lực cho tòa án các cấp trong cả nước nghiên cứu, áp dụng trong xét xử từ ngày 15 tháng 11 năm 2022. Án lệ này dựa trên nguồn là Bản án dân sự phúc thẩm số 16 được ban hành ngày 19 tháng 3 năm 2019 của Tòa án nhân dân tỉnh Quảng Ngãi về tranh chấp hợp đồng chuyển nhượng quyền sử dụng đất, nội dung xoay quanh hợp đồng chưa được công chứng hoặc chứng thực, các nghĩa vụ trong hợp đồng được thực hiện vượt mức 2/3 và hiệu lực của hợp đồng. Án lệ này do nhà luật học Đỗ Văn Đại đề xuất, và là án lệ thứ ba mà ông đề xuất được lựa chọn làm án lệ Việt Nam.
Trong vụ án dân sự của án lệ, một hợp đồng bằng giấy viết tay về chuyển nhượng quyền sử dụng đất giữa hai gia đình được ký kết năm 2009, hướng tới mảnh đất vào lúc đó chưa thuộc về bên chuyển nhượng nhưng dự kiến sẽ là đất tái định cư mà bên giao đất có được trong tương lai. Bên nhận chuyển nhượng trả phần lớn tiền, khi đất được nhà nước chỉ vị trí trên bản đồ thì bắt đầu sử dụng cho đến khi bên chuyển nhượng được cấp giấy chứng nhận quyền sử dụng đất thì nảy sinh mâu thuẫn, rằng bên chuyển nhượng không đồng ý làm thủ tục giao đất cho bên nhận. Và từ đây, bên nhận chuyển nhượng khởi kiện đòi mảnh đất mà mình đã trả tiền, trong khi bên chuyển nhượng phản tố cho rằng hợp đồng vô hiệu, muốn trả lại tiền. Vụ án lần lượt sơ thẩm, phúc thẩm, giám đốc thẩm rồi phúc thẩm lại lần thứ hai, với kết cục công nhận hiệu lực hợp đồng, đem về chiến thắng cho nguyên đơn.

## Nội dung chung
Tại Đức Phổ, Quảng Ngãi, vợ chồng Võ Sĩ Mến, Phùng Thị Nhiễm và vợ chồng Đoàn Cưu, Trần Thị Lắm có quan hệ họ hàng. Năm 2009, hai bên – phía ông Cưu còn có thêm con trai là Đoàn Tấn Linh – cùng thỏa thuận và lập hợp đồng bằng giấy viết tay (hợp đồng 2009) về việc chuyển nhượng quyền sử dụng đất của bên ông Cưu cho bên ông Mến, diện tích đất chuyển nhượng là 1 trong 3 mảnh đất dự kiến gia đình ông Cưu sẽ được nhà nước cấp đất tái định cư, với giá 90 triệu đồng. Phía ông Mến đã trả đủ tiền trong năm. Sau đó đến năm 2011 thì nhà nước chỉ mốc giới vị trí đất tái định cư cấp cho gia đình ông Cưu là 3 lô đất liền kề ở mặt tiền, có khác so với dự kiến ban đầu, và do đó, phía ông Cưu chỉ trị trí cũng như mốc giới mới của thửa đất chuyển nhượng, đồng thời yêu cầu đưa thêm 30 triệu đồng vì giá đất mặt tiền cao hơn, ông Mến đồng ý đưa tiếp 20 triệu, còn 10 triệu thì thỏa thuận rằng khi nào làm thủ tục chuyển nhượng xong sẽ đưa đủ. Trong giai đoạn 2014–16, phía ông Mến từng cho một người khác thuê diện tích đất trong hợp đồng làm mặt bằng buôn bán, xây móng đá chẻ trân mảnh đất. Đến tháng 10 năm 2016, nhà nước cấp giấy chứng nhận quyền sử dụng đất cho ông Cưu và bà Lắm, trong đó gồm thửa đất thỏa thuận là thửa 877, và hai ông bà không làm thủ tục chuyển nhượng cho phía bên mua, dẫn đén mâu thuẫn, trải qua thỏa thuận 2016–17 nhưng không thành công. Đến ngày 18 tháng 4 năm 2017, phía ông Mến đệ đơn khởi kiện vợ chồng Đoàn Cưu, Trần Thị Lắm lên Tòa án nhân dân huyện Đức Phổ, yêu cầu bị đơn phải làm thủ tục chuyển nhượng thửa 877.

## Tranh tụng phản tố
Nguyên đơn ngoài việc trình bày sự việc còn nêu thêm hai yếu tố, thứ nhất là việc cho thuê mảnh đất 877 giai đoạn 2014–16 và bị đơn không có ý kiến gì, thứ hai là khi nhà nước cấp giấy chứng nhận quyền sử dụng đất cho bị đơn thì bị đơn đã giao giấy này cho nguyên đơn mà không thực hiện chuyển nhượng. Phía bị đơn được đại diện bởi Luật sư Trương Quang Tín trình bày rằng họ thừa nhận có việc thỏa thuận và lập hợp đồng chuyển nhượng quyền sử dụng đất, khi lập hợp đồng bị đơn chưa được nhà nước cấp đất, đã nhận đủ 90 triệu đồng và sau đó có nhận thêm 20 triệu – tiền mà "nguyên đơn nói đưa để làm thủ tục chuyển nhượng quyền sử dụng đất", theo ý bị đơn; sau khi nhà nước thu hồi đất của hộ gia đình bị đơn thì có nghe nhà nước sẽ cấp cho họ 3 lô đất trong đó có 2 lô B và 1 lô 877, trong hợp đồng ghi rõ "lô B tự chọn". Bị đơn trình bày tiếp rằng khi lập hợp đồng, nhà nước chưa cấp đất cho họ nên không có đất để giao cho nguyên đơn; mặt khác, hợp đồng chuyển nhượng quyền sử dụng đất phải lập thành văn bản có công chứng, chứng thực; đất là của hộ gia đình bị đơn gồm nhiều thành viên nhưng chỉ có bị đơn thỏa thuận chuyển nhượng là không đúng pháp luật. Từ những trình bày, bị đơn phản tố yêu cầu tuyên bố hợp đồng đất vô hiệu và giải quyết hậu quả của hợp đồng là các bên hoàn trả lại cho nhau những gì đã nhận.
Đương sự liên quan Đoàn Tấn Linh trình bày rằng anh thống nhất với lời trình bày của bị đơn. Anh có ý kiến bổ sung là đứng ra bán đất cùng với cha mẹ do lúc đó quá khó khăn, việc giao giấy chứng nhận quyền sử dụng đất cho nguyên đơn là do bị đe dọa. Anh thừa nhận từng đổ đá chẻ lên thửa 877 để làm quán cho cha mẹ nhưng do chưa sử dụng nên anh có bán cho nguyên đơn với số tiền là 6,45 triệu đồng; việc nguyên đơn xây dựng móng đá chẻ thì nguyên đơn từng báo nhưng anh không đồng ý và có ngăn cản không cho xây dựng. Những người con còn lại của bị đơn trình bày rằng họ có chung hộ khẩu với cha mẹ khi nhà nước thu hồi đất, do đó có quyền trong khối tài sản chung của gia đình. Họ cho rằng việc cha mẹ và Đoàn Tấn Linh tự ý đứng ra chuyển nhượng quyền sử dụng đất là tài sản chung của hộ gia đình mà không hỏi ý kiến của họ là xâm phạm đến quyền lợi của họ,  nên họ không đồng ý, yêu cầu tuyên bố hợp đồng vô hiệu. Đương sự còn lại là người thuê đất từ 2014 trình bày rằng người này đến nhà bị đơn hỏi thuê thửa 877 để mở quán nước, nhưng bị đơn nói đã bán đất cho nguyên đơn rồi nên đến nguyên đơn để hỏi thuê. Sau đó, người này đã thỏa thuận với nguyên đơn thuê đất mở quán, trả tiền hàng năm; có thuê bị đơn là ông Cưu tới dựng quán cho mình. Sau khi hòa giải ở xã thì đương sự có thấy Đoàn Tấn Linh đổ đá chẻ trên thửa đất, khi nguyên đơn xây móng nhà được hai ngày thì anh Linh đến không cho xây. Đương sự này không có ý kiến về yêu cầu khởi kiện của nguyên đơn, nhưng khi giao đất cho ai thì đương sự sẽ tự dỡ quán và không có yêu cầu gì.

## Tố tụng các giai đoạn
Ngày 21 tháng 9 năm 2017, tại trụ sở 25 Đỗ Quang Thắng, Nguyễn Nghiêm, Tòa án nhân dân huyện Đức Phổ mở phiên sơ thẩm tuyên công nhận hợp đồng 2009; buộc bị đơn phải làm thủ tục chuyển nhượng thửa 877 cho nguyên đơn; và không chấp nhận yêu cầu phản tố của bị đơn về việc hủy hợp đồng 2009, tức nguyên đơn thắng kiện. Ngày 2 tháng 10 cùng năm, bị đơn và các con – tức những người có quyền lợi, nghĩa vụ liên quan – có đơn kháng cáo gửi Tòa án nhân dân tỉnh Quảng Ngãi, yêu cầu tòa án cấp phúc thẩm hủy bản án sơ thẩm để giải quyết lại. Tại phiên tòa phúc thẩm, những người kháng cáo thay đổi nội dung kháng cáo, yêu cầu sửa bản án sơ thẩm, tuyên bố hợp đồng 2009 vô hiệu và giải quyết hậu quả của hợp đồng vô hiệu. Ngày 5 tháng 10, Viện trưởng Viện kiểm sát nhân dân huyện Đức Phổ có quyết định kháng nghị với yêu cầu tương tự với kháng cáo được thay đổi ở phiên phúc thẩm của bị đơn, tuy nhiên ở phiên phúc thẩm, đại diện Viện kiểm sát rút toàn bộ kháng nghị này. Ngày 1 tháng 2 năm 2018, tại trụ sở 203 Phạm Văn Đồng, Nghĩa Chánh, Tòa án nhân dân tỉnh Quảng Ngãi mở phiên phúc thẩm tuyên xử sửa án sơ thẩm theo hướng không chấp nhận yêu cầu khởi kiện của nguyên đơn, chấp nhận yêu cầu phản tố của bị đơn, tức bị đơn thắng kiện.
Ngày 19 tháng 9 năm 2018, Chánh án Tòa án nhân dân cấp cao tại Đà Nẵng Nguyễn Anh Tiến có quyết định kháng nghị giám đốc thẩm đề nghị hủy bản án phúc thẩm, và giao hồ sơ cho Tòa án nhân dân tỉnh Quảng Ngãi xét xử phúc thẩm lại. Hơn 2 tháng sau, vào ngày 29 tháng 11, Ủy ban Thẩm phán của Tòa cấp cao Đã Nẵng sau đó mở phiên giám đốc thẩm, ban hành quyết định đúng với kháng nghị của chánh án.

## Phúc thẩm lần hai
Với quyết định giám đốc thẩm, ngày 19 tháng 3 năm 2019, Tòa án nhân dân tỉnh Quảng Ngãi mở phiên phúc thẩm xét xử lại vụ án này. Tòa xét những chứng cứ cơ sở, dựa trên sự thừa nhận của phía bị đơn (bị đơn và Đoàn Tấn Linh) rằng vì biết thông tin gia đình bị thu hồi đất sẽ được cấp đất tái định cư, dẫn tới có quyền chuyển nhượng, nên bị đơn và nguyên đơn xác lập hợp đồng 2009 chuyển nhượng đất thổ cư, nội dung thỏa thuận là bị đơn và con chuyển nhượng cho nguyên đơn một lô đất thuộc lô B, diện tích 100 m², tự chọn khi nhà nước cấp đất trong phần đất của gia đình bị đơn sẽ được cấp tái định cư với giá 90 triệu đồng, người con có trách nhiệm làm giấy chứng nhận quyền sử dụng đất và giao đất trên thực địa cho nguyên đơn, các bên tham gia giao dịch đều thống nhất ký tên; và bị đơn đã giao đủ tiền. Tòa kết luận những tình tiết này không phải chứng minh. Về việc phía bị đơn không thừa nhận có việc thay đổi thỏa thuận chuyển nhượng từ lô B sang lô 877 với giá 120 triệu đồng như nguyên đơn trình bày vì đến năm 2016 bị đơn mới được cấp giấy chứng nhận quyền sử dụng đất, 20 triệu đồng phía bị đơn nhận thêm chỉ để làm giấy tờ, thì tòa căn cứ việc Đoàn Tấn Linh từng thừa nhận năm 2011 phía bị đơn đã biết vị trí ba lô đất này trên bản đồ, không có lô B như thỏa thuận với nguyên đơn, trong 3 lô đất này có thửa 877; bên cạnh đó, bị đơn Đoàn Cưu từng trình bày ông đã làm nhà trên 1 lô đất tái định cư từ năm 2013. Và do đó, tòa kết luận tuy chưa được cấp giấy chứng nhận quyền sử dụng đất nhưng phía bị đơn đã biết vị trí các lô đất tái định cư được nhà nước cấp. Về thực tế thửa 877, tòa dựa trên lời khai người thuê đất 2014, lời khai của Đoàn Cưu chứng tỏ phía bị đơn đã giao thửa 877 và giấy chứng nhận quyền sử dụng thửa đất này cho nguyên đơn, nguyên đơn đã cho thuê năm 2014 để xây dựng quán, ông Cưu cũng đến làm công xây dựng quán và không có tranh chấp gì; chính Đoàn Tấn Linh đã đổ đá chẻ trên thửa 877 và bán cho nguyên đơn để nguyên đơn xây móng nhà.
Hội đồng xét xử phúc thẩm, nhận định.
Về thời hạn thực hiện giao dịch được hai bên xác định là từ khi xác lập giao dịch cho đến khi phía bị đơn thực hiện xong nghĩa vụ sang tên trong giấy chứng nhận quyền sử dụng đất cho nguyên đơn, nên tòa nhận định đây là giao dịch vẫn đang được thực hiện trong lúc xét xử. Về nội dung, tòa thấy hình thức phù hợp với quy định của Bộ luật Dân sự 2015 nên áp dụng luật này là đúng. Như vậy, tuy thời điểm các bên thỏa thuận việc chuyển nhượng quyền sử dụng đất thì phía bị đơn chưa được cấp đất nên chỉ lập giấy viết tay thể hiện nội dung thỏa thuận, không công chức hoặc chứng thực, nhưng khi được cấp đất các bên đã thay đổi thỏa thuận bằng lời nói thành chuyển nhượng thửa 877 và tiếp tục thực hiện hợp đồng bằng việc giao thêm tiền, giao đất, giao giấy chứng nhận quyền sử dụng đất, thời điểm giao giấy chứng nhận quyền sử dụng đất đang đứng tên bị đơn là đã đủ điều kiện để chuyển nhượng. Cùng với đó là việc hai bên một bên giao tiền, một bên giao đất, thực hiện quá 2/3 nghĩa vụ trong giao dịch, nên tòa kết luận công nhận hiệu lực của giao dịch này. Hội đồng xét xử bổ sung thêm rằng việc tòa sơ thẩm công nhận hiệu lực của giao dịch là đúng pháp luật nhưng buộc bị đơn phải làm thủ tục chuyển nhượng thửa 877 cho nguyên đơn là không cần thiết, khi tòa án công nhận hiệu lực của giao dịch thì nguyên đơn liên hệ cơ quan nhà nước có thẩm quyền để được công nhận quyền sử dụng đất theo bản án đã có hiệu lực pháp luật; và tòa sơ thẩm còn thiếu việc tuyên nguyên đơn phải trả thêm 10 triệu đồng còn thiếu.
Đối với các đương sự khác, thứ nhất là kháng cáo của những người con còn lại của bị đơn, thì tòa phúc thẩm thấy rằng căn cứ giấy chứng nhận quyền sử dụng đất thì thửa 877 là đất tái định cư được cấp cho bị đơn, không phải cấp cho hộ gia đình nên bị đơn có quyền chuyển nhượng, việc chuyển nhượng thửa 877 của bị đơn không vi phạm điều cấm của pháp luật như bị đơn và những người con trình bày; trường hợp thửa 877 là tài sản chung của hộ gia đình thì bị đơn chỉ chuyển nhượng một trong ba thửa đất tái định cư nên vẫn thuộc phạm vi quyền tài sản của bị đơn trong khối tài sản chung của hộ gia đình.
Từ những nhận định này, tòa phúc thẩm tuyên không chấp nhận kháng cáo của phía bị đơn và những người con; sửa một phần bản án sơ thẩm rằng chấp nhận yêu cầu khởi kiện của nguyên đơn; công nhận hiệu lực của hợp đồng 2009, nguyên đơn có quyền sử dụng thửa 877, có nghĩa vụ liên hệ cơ quan nhà nước có thẩm quyền để được cấp giấy chứng nhận quyền sử dụng đất đối với thửa này, bên cạnh đó phải thanh toán tiếp cho bị đơn 10 triệu đồng. Tòa không chấp nhận toàn bộ yêu cầu phản tố về việc tuyên bố hợp đồng 2009 vô hiệu và giải quyết hậu quả của hợp đồng vô hiệu, tuyên nguyên đơn thắng kiện.

## Hình thành án lệ
Giai đoạn đầu năm 2022, Giáo sư, Tiến sĩ Luật, Thành viên Hội đồng tư vấn án lệ Đỗ Văn Đại đã đề xuất bản án phúc thẩm thứ hai của Tòa án nhân dân tỉnh Quảng Ngãi trong vụ án này làm án lệ, soạn dự thảo trình Tòa án nhân dân tối cao với nội dung chủ đạo là việc hợp đồng chuyển nhượng quyền sử dụng đất – hợp đồng 2009 – được xác lập trước ngày Bộ luật Dân sự 2015 có hiệu lực, chưa được công chứng/chứng thực nhưng bên nhận chuyển nhượng đã thực hiện 2/3 nghĩa vụ của mình thì vẫn có hiệu lực. Là 1 trong 14 dự thảo án lệ vượt qua vòng đánh giá đầu tiên, việc lấy ý kiến các đề xuất ở vòng thứ hai được tiến hành từ ngày 26 tháng 5, thông qua hội thảo mang tính khoa học; và trực tuyến công khai trên trang tin điện tử án lệ, rồi được thảo luận, cho ý kiến bởi Hội đồng tư vấn án lệ vào ngày 23 tháng 6 cùng năm. Hội đồng đã đánh giá và góp ý chi tiết đối với từng dự thảo án lệ, sau đó, Chủ tịch Hội đồng tư vấn án lệ Nguyễn Hòa Bình kết luận đề nghị lựa chọn 5 trong tổng số 14 dự thảo án lệ đề nghị Hội đồng Thẩm phán Tòa án nhân dân tối cao xem xét thông qua. Ngày 8 tháng 9, Hội đồng Thẩm phán họp và quyết định thông qua 4 trong 5 dự thảo, trong đó có bản án tranh chấp hợp đồng chuyển nhượng quyền sử dụng đất này, chính thức là Án lệ số 55/2022/AL.